# Luis Acuy
Luis Acuy (Villa el Salvador, Lima, Provincia de Lima, Perú, 29 de junio de 1998) es un futbolista peruano. Juega como extremo izquierdo y su equipo actual es el Club Calidad Porteña de la Copa Perú.

## Clubes
| Club                   | País | Año    |
| ---------------------- | ---- | ------ |
| Alianza Atlético       | Perú | 2016   |
| Real Garcilaso         | Perú | 2017   |
| Universidad San Martin | Perú | 2018   |
| Pirata FC              | Perú | 2019   |
| Carlos A. Mannucci     | Perú | 2020   |
| Unión Huaral           | Perú | 2021   |
| Comerciantes Unidos    | Perú | 2021   |
| Juan Aurich            | Perú | 2022 - |